# Haliclona depressa
Haliclona depressa är en svampdjursart som först beskrevs av Topsent 1893.  Haliclona depressa ingår i släktet Haliclona och familjen Chalinidae. Inga underarter finns listade i Catalogue of Life.